# Opferthese

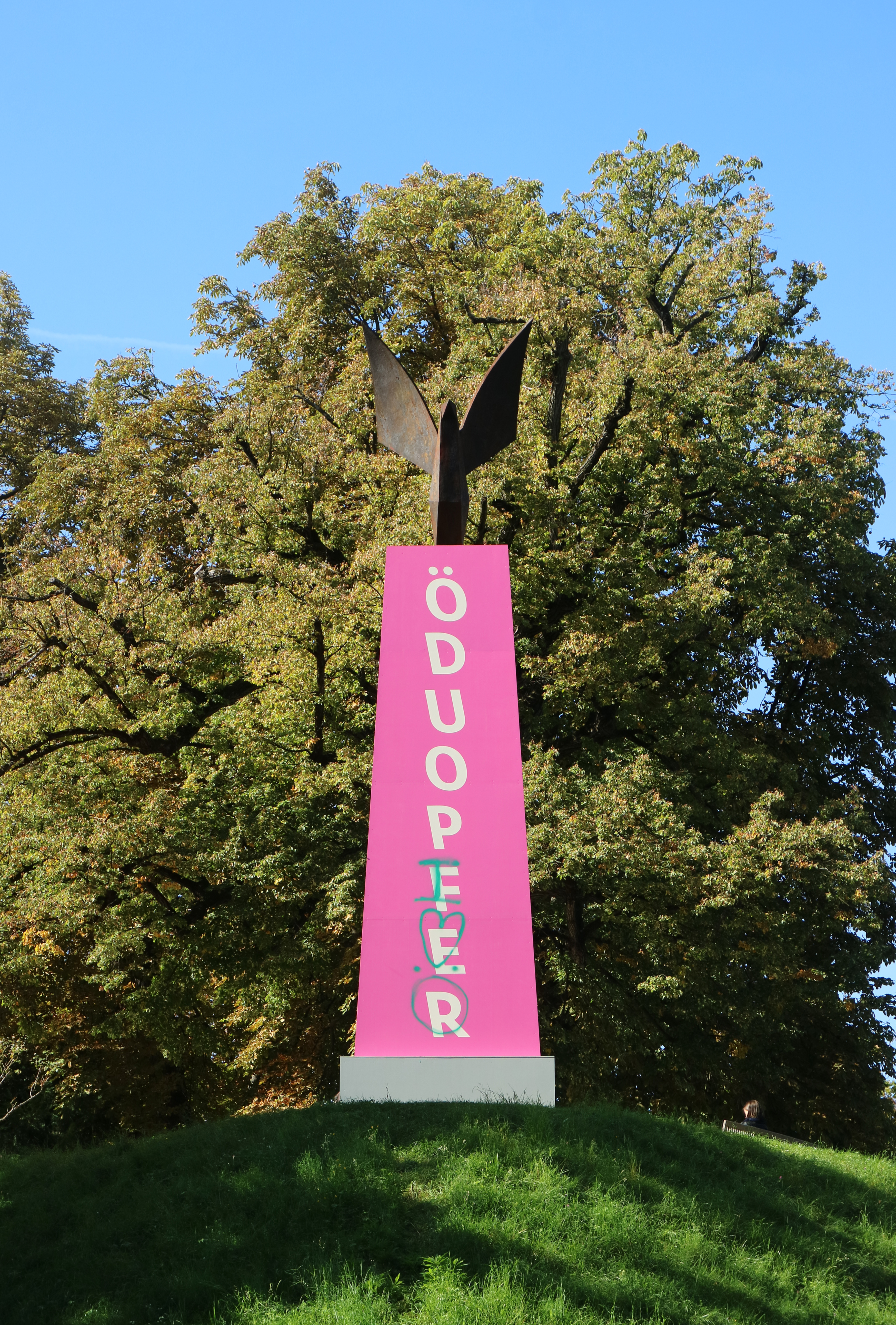
Installation Monumyth (2019) von Eduard Freudmann am Grazer Befreiungsdenkmal mit Schriftzug „Ö du Opfer“

Die Opferthese (oder Opfermythos) bezeichnet die nationale Externalisierung von Täterschaft und damit die Verdrängung der eigenen Mittäterschaft von Gesellschaft und Individuen, wie in vielen europäischen Staaten hinsichtlich des Nationalsozialismus, aber allen voran in Österreich und dessen Mittäterschaft im Nationalsozialismus, bzw. dessen Verbrechen, inkl. dem „Anschluss“ und nicht zuletzt am Holocaust.
Im Zentrum des Opfermythos steht die Identifizierung Österreichs, des Staats und dessen Volk,
als erstes Opfer der nationalsozialistischen Aggressionspolitik. Mittäterschaft, aber auch Widerstand wird verdrängt, und stattdessen wird eine schicksalshafte Opferrolle beschworen und als aus der Verantwortung ziehendes Argument beansprucht, insbesondere gegenüber den Alliierten. Insbesondere die Entwicklung eines "Heldengedenken", markiert durch Kriegerdenkmäler in vielen österreichischen Orten, führte zur Verdrängung des Gedenkens der Opfer, der Anerkennung der (Mit-)Täterschaft und auch des Widerstands, hin zu einer Umkehr der Täter zum Opfer. Opfer von Fremdherrschaft, inkl. der Alliierten Besatzung Österreichs, und des Zweiten Weltkriegs, wobei die Soldaten aus Österreich als pflichterfüllende Opfer stilisiert wurden und auf diese fokussiert wurde. Damit wurde die Opferthese im kollektiven Gedächtnis zur als sogenannten „Lebenslüge“ der Zweiten Republik und der Opfermythos wurde eingereiht in andere Erzählungen der Österreichischen Nationalbewusstseins, wie dem Habsburgermythos, Kaisermythos oder Gründungsmythos.
Zum Ausdruck und zur langsamen Aufarbeitung dessen kam es ab den 1980er, in Österreich insbesondere mit der Waldheim-Affäre.

## Ursprung
Als Legitimation für die Annahme des Opferstatus Österreichs wurde – im Einklang mit der Inhaftierung österreichischer Regierungsangehöriger unmittelbar nach dem Einmarsch der deutschen Truppen – auf den unfreiwilligen Untergang Österreichs als Völkerrechtssubjekt verwiesen. Als Unterstützung dieser These diente eine Textpassage in der Moskauer Deklaration vom 1. November 1943, in der die Außenminister von Großbritannien, der Vereinigten Staaten von Amerika und der Sowjetunion die Ansicht vertreten, dass „Österreich das erste freie Land [sei], das der typischen Angriffspolitik Hitlers zum Opfer fallen sollte [und] von deutscher Herrschaft befreit werden soll“ und dass der „Anschluss“ von 1938 als „null und nichtig“ gelte. In der Folge galt der Staat Österreich staatsrechtlich als Opfer der NS-Politik.
Dazu gesellte sich nach Kriegsende der Opferstatus von Einzelpersonen. Dabei wurde in der gesetzlichen Behandlung dieser zwischen politischen Opfern und Kriegsopfern unterschieden.
Heftig unterstützt wurde die Opferthese durch eine Vielzahl kultureller Aktivitäten: Die Salzburger Festspiele beriefen sich auf die Abberufung des Festspielpräsidenten Heinrich Freiherr von Puthon und des Mozarteum-Direktors Bernhard Paumgartner durch die Nationalsozialisten sowie auf deren Absetzung des Festspielstückes Jedermann am Domplatz. Die Wiener Eisrevue präsentierte in ganz Europa Operetten- und Walzer-Seligkeit, das Wiener Mozart-Ensemble gastierte eifrig in Florenz, Paris, Amsterdam, Brüssel, London und Moskau. Die Sissi-Filmtrilogie mit Romy Schneider und Karlheinz Böhm porträtierte ein unschuldiges Österreich der exzellenten Liebenswürdigkeit und der absoluten Harmlosigkeit.

## Auswirkungen und Langzeitfolgen

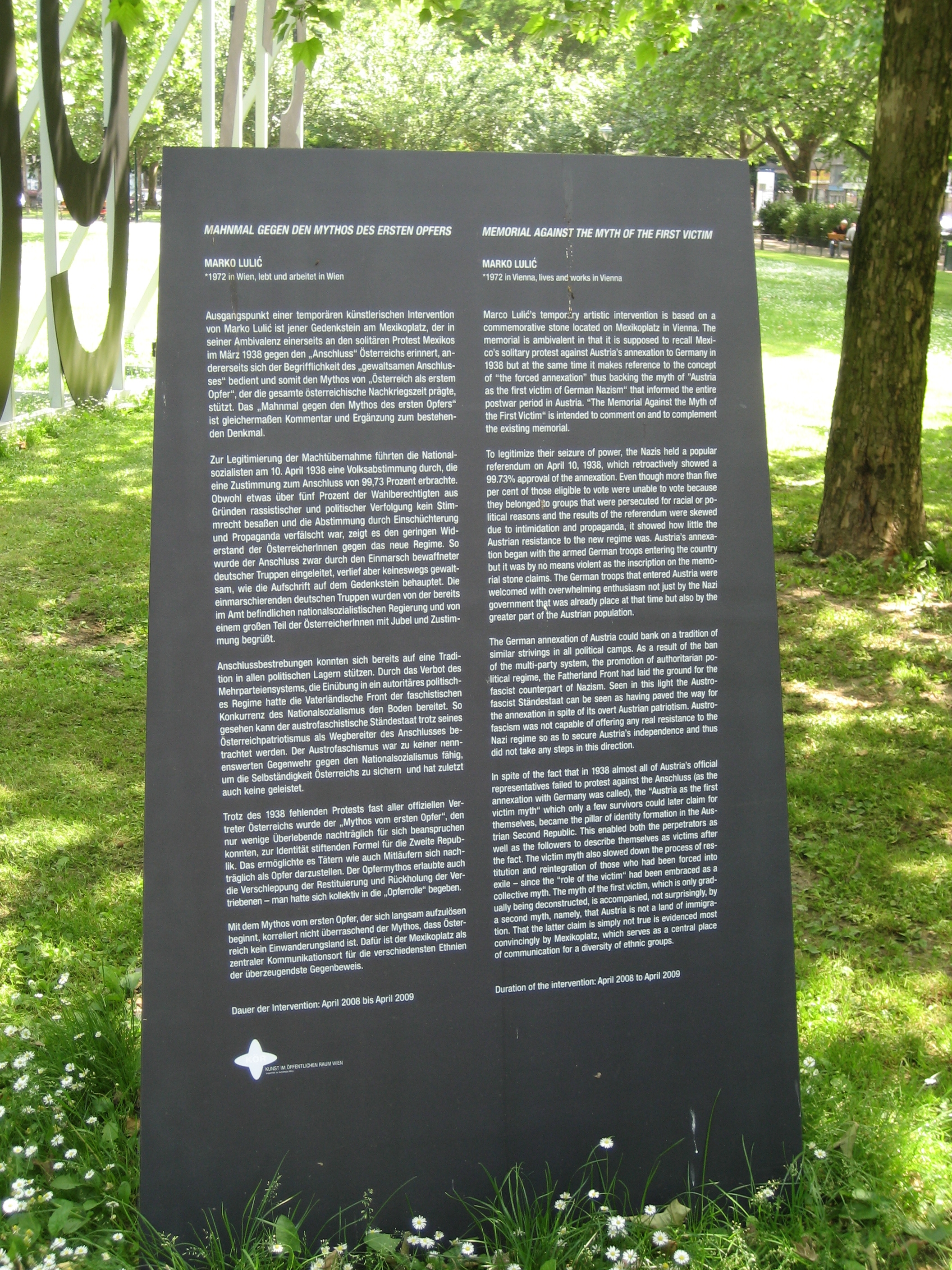
Mahnmal gegen den Mythos des ersten Opfers am Wiener Mexikoplatz

Einen frühen Niederschlag fand die Opferthese in den Formulierungen in der Unabhängigkeitserklärung vom 27. April 1945. Denn mittels dieser sagte sich Österreich vom Deutschen Reich los und das Dokument gilt als ein Gründungsdokument der Zweiten Republik. Darin heißt es u. a., „dass der Anschluss des Jahres 1938 […] durch militärische Bedrohung von außen und dem hochverräterischen Terror einer nazifaschistischen Minderheit eingeleitet [… und] durch militärische und kriegsmäßige Besetzung des Landes dem hilflos gewordenen Volke Österreichs aufgezwungen worden ist“.
Auswirkungen zeigte die Opferthese schon in der Nachkriegszeit insofern, als die Entnazifizierung in den ersten Nachkriegsjahren (Verbotsgesetz 1947) zwar zunächst schärfer als in Deutschland erfolgte, im Zuge des Kalten Krieges aber praktisch eingestellt wurde und somit rückblickend betrachtet nicht im genügenden Ausmaß erfolgte. Auch wurde die Restitution geraubter Vermögenswerte zunehmend verzögert.
Auch war die Verdrängung der Mittäterschaft zahlreicher Österreicher an den Gräueltaten während der NS-Zeit dafür verantwortlich, dass die Wiedergutmachung an den politischen Opfern der nationalsozialistischen Verfolgung (Juden, Roma u. a.) nur äußerst schleppend vor sich ging. Anders hingegen wurden die „Kriegsopfer“ behandelt. Da „die nationalsozialistische Reichsregierung Adolf Hitlers […] das macht- und willenlos gemachte Volk Österreichs in einen sinn- und aussichtslosen Eroberungskrieg geführt hat, den kein Österreicher jemals gewollt hat“, war es leicht, Angehörige der Wehrmacht als Kriegsopfer zu titulieren. Zu diesen wurden auch Angehörige der Waffen-SS gerechnet, die ab 1. Oktober 1943 beigetreten waren, denn ab diesem Datum galt eine Zugehörigkeit als erzwungen. Dabei ging es weitgehend um die innenpolitische Aufteilung des „Dritten Lagers“ durch die beiden Parteien SPÖ und ÖVP.
Die Opferthese wurde weiter in den Verhandlungen über den Österreichischen Staatsvertrag von den österreichischen Regierungsmitgliedern (welche alle als KZ-Häftlinge, Emigranten etc. wirkliche NS-Verfolgte waren) genutzt, um den Passus der staatlichen Mitschuld wegzuverhandeln und um weitreichende Forderungen der UdSSR abzuwehren.
Durch das konsequente Beibehalten der Opferthese über mehrere Jahrzehnte wurde in Österreich die Zeit des Nationalsozialismus bis in die frühen 1990er Jahre kaum aufgearbeitet und die Tätereigenschaft vieler Österreicher kaum wahrgenommen. Erst ab 1986 im Zuge der Waldheim-Affäre und des „Bedenkjahres“ (auch: „Gedenkjahres“) 1988 begann eine differenzierte Auseinandersetzung mit der NS-Vergangenheit. So war Bundeskanzler Franz Vranitzky im Jahre 1991 der erste offizielle Vertreter Österreichs, der die von Österreichern begangenen Verbrechen eingestand und dafür um Entschuldigung bat. Entsprechend kontrovers wurde deshalb auch die Wehrmachtsausstellung diskutiert, da sie bis dahin tabuisierte Inhalte offen zur Schau brachte. Dieses Umdenken ermöglichte auch die Realisierung des vom Innsbrucker Politikwissenschafter Andreas Maislinger bereits Ende der 70er Jahre vorgeschlagenen Gedenkdienstes durch den für den Zivildienst zuständigen Innenminister Franz Löschnak.
Sehr spät, nämlich erst im Jahre 1998, setzte Österreich – unter massivem internationalen Druck, insbesondere durch Klagen aus den USA – die Historikerkommission der Republik Österreich ein, um den Vermögensentzug zwischen 1938 und 1945 sowie Rückstellungen und Entschädigungen nach 1945 zu erforschen und darüber zu berichten. Als Ergebnis dieser Forschungen und Bemühungen erfolgte ab diesem Zeitpunkt eine Vielzahl von Restitutionen.
Zusammenfassend ist der staatsrechtliche Vorgang 1938 im Hinblick auf die Republik Österreich als janusartiger Akt zu verstehen, dessen Interpretation in der Nachkriegszeit in Verbindung mit den verschiedensten Interessen während des Kalten Krieges zu sehen ist. Während der Staat Republik Österreich aus einem Blickwinkel Opfer der NS-Politik wurde, waren aus einem anderen Blickwinkel Staatsbürger der Republik Österreich willfährige Täter bei der Durchsetzung der NS-Politik.
Als Manifestation der Opferthese werden (hier mit umgekehrten Vorzeichen) von einigen Journalisten die Reaktionen auf die so genannten „EU-Sanktionen“ angesehen: Als sich die damals 14 anderen EU-Mitgliedstaaten gegen eine Beteiligung der rechtspopulistischen FPÖ an der neu zu bildenden Regierung ausgesprochen hatten und – nach trotzdem erfolgter Koalition der ÖVP mit der FPÖ – auch diplomatische Sanktionen gegen diese Regierung eingeleitet worden waren, wurden von politischer Seite und in den Medien des Landes diese als bevormundende „Maßnahmen gegen Österreich“, also gegen das gesamte Land interpretiert.
Im Februar 2022 erntete eine Aussage des österreichischen Außenministers Alexander Schallenberg im Ukrainekonflikt Kritik, in der er ausdrückte, Österreich habe 1938 erlebt, wie es wäre, allein gelassen zu werden. Damit die Opferthese bemüht zu haben, wies Schallenberg als Missverständnis zurück.

## Opferthese in Südtirol
In Südtirol entwickelte sich unter anderen ereignisgeschichtlichen Vorzeichen ebenfalls eine Opferthese, die in wesentlichen Grundzügen dem in Österreich verbreiteten Argumentationsmuster gleicht. In der nach dem Ersten Weltkrieg vom Königreich Italien annektierten, mehrheitlich deutschsprachigen Provinz entstand schon in den frühen 1930er Jahren – unter faschistischer Herrschaft – mit dem Völkischen Kampfring eine dezidiert nationalsozialistische Bewegung, die eine enorme Breitenwirkung erreichte und entscheidend dazu beitrug, dass bei der Option ca. 85 % der Befragten die Emigration ins Deutsche Reich wählten. Der Einmarsch deutscher Truppen im September 1943 wurde vom Großteil der Südtiroler als „Befreiung“ begrüßt, in der anschließend errichteten Operationszone Alpenvorland unterstützte der Südtiroler Ordnungsdienst den Kampf gegen die verhältnismäßig wenigen Widerständler und die Organisation des Holocaust.
Nach dem Zweiten Weltkrieg breitete sich Schweigen über die nationalsozialistischen Verstrickungen der Südtiroler. Im kollektiven Gedächtnis wurde die Option als Willkürakt fremder Mächte gedeutet, der die Südtiroler zu Opfern von gleich zwei totalitären Diktaturen machte; die überwältigende Mehrheit für die Emigration ins Deutsche Reich wurde im Wesentlichen als direkte Folge der aggressiven Italianisierungskampagne des faschistischen Italien erklärt. Ermöglicht wurde diese Opferthese durch eine völlig fehlende Entnazifizierung (wie auch Entfaschisierung) in Italien; strategisch diente sie zunächst politischen Forderungen nach einer Rückgliederung nach Österreich, später der Legitimierung der Autonomie Südtirols. Obwohl Claus Gatterer das Themenfeld bereits in den späten 1960er Jahren kritisch zu bearbeiten begonnen und insbesondere Leopold Steurer in den 1980ern das herkömmliche Südtiroler Geschichtsbild zur NS-Zeit dekonstruiert hatte, blieb die Opferthese bis in die 1990er Jahre hinein eine dominante geschichtspolitische Strömung, ehe sie im Zuge einer intensiven Aufarbeitung zunehmend zurückgedrängt wurde.